# Municipio de McKean (Pensilvania)
El municipio de McKean (en inglés: McKean Township) es un municipio ubicado en el condado de Erie en el estado estadounidense de Pensilvania. En el año 2000 tenía una población de 4.619 habitantes y una densidad poblacional de 49 personas por km².

## Geografía
El municipio de McKean se encuentra ubicado en las coordenadas 41°58′0″N 80°4′59″O / 41.96667, -80.08306.

## Demografía
Según la Oficina del Censo en 2000 los ingresos medios por hogar en la localidad eran de $41,961 y los ingresos medios por familia eran de $47,746. Los hombres tenían unos ingresos medios de $36,408 frente a los $21,943 para las mujeres. La renta per cápita de la localidad era de $18,457. Alrededor del 5,1% de la población estaba por debajo del umbral de pobreza.